# Amsacta paolii
Amsacta paolii là một loài bướm đêm thuộc phân họ Arctiinae, họ Erebidae.